# LHFPL1
LHFPL1 (англ. LHFPL tetraspan subfamily member 1) – білок, який кодується однойменним геном, розташованим у людей на X-хромосомі. Довжина поліпептидного ланцюга білка становить 220 амінокислот, а молекулярна маса — 23 777.
| 10         |  | 20         |  | 30         |  | 40         |  | 50         |
| ---------- |  | ---------- |  | ---------- |  | ---------- |  | ---------- |
| MRSSLTMVGT |  | LWAFLSLVTA |  | VTSSTSYFLP |  | YWLFGSQMGK |  | PVSFSTFRRC |
| NYPVRGEGHS |  | LIMVEECGRY |  | ASFNAIPSLA |  | WQMCTVVTGA |  | GCALLLLVAL |
| AAVLGCCMEE |  | LISRMMGRCM |  | GAAQFVGGLL |  | ISSGCALYPL |  | GWNSPEIMQT |
| CGNVSNQFQL |  | GTCRLGWAYY |  | CAGGGAAAAM |  | LICTWLSCFA |  | GRNPKPVILV |
| ESIMRNTNSY |  | AMELDHCLKP |  |            |  |            |  |            |

A: Аланін

C: Цистеїн

D: Аспарагінова кислота

E: Глутамінова кислота

F: Фенілаланін

G: Гліцин

H: Гістидин

I: Ізолейцин

K: Лізин

L: Лейцин

M: Метіонін

N: Аспарагін

P: Пролін

Q: Глутамін

R: Аргінін

S: Серин

T: Треонін

V: Валін

W: Триптофан

Задіяний у такому біологічному процесі, як альтернативний сплайсинг. 
Локалізований у мембрані.